# Joseph Christian Hamel

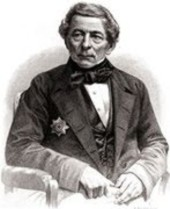
Joseph Christian Hamel

Joseph Christian Hamel (* 30. Januar jul./10. Februar greg. 1788 in Sarepta; † 22. September 1862 in London) war ein deutschstämmiger Arzt, Naturforscher und Technologe in russischen Diensten (Staatsrat, Mitglied der Kaiserlichen Akademie der Wissenschaften St. Petersburg). Er ist vor allem durch seine transferorientierten Untersuchungen von technisch-ökonomischen Innovationen bekannt geworden, die er auf seinen ausgedehnten Forschungs- und Studienreisen in Europa und den USA kennen gelernt hat. Daneben beschäftigte er sich mit Themen aus der allgemeinen Naturforschung, der Kulturgeschichte und der Schul- und Bildungspolitik. Joseph Hamel war unverheiratet und hat keine Nachkommen.

## Kindheit, Schule, Lehrzeit
Joseph Christian wurde als drittes Kind des Johann Christian Friedrich Hamel (1741–1819) und dessen Frau Maria Magdalena Witt in Sarepta im russischen Gouvernement Astrachan geboren. Sarepta war eine im Jahre 1765 gegründete Siedlung der Herrnhuter Brüdergemeine (heute Ortsteil von Wolgograd).
Hamels Vater war im September 1766 von der Herrnhuter Brüdergemeine Neudietendorf (Landkreis Gotha) aus mit der aus 51 Personen bestehenden „Ersten Verstärkungskolonne“ in Sarepta eingetroffen, hielt sich längere Zeit als Missionar bei den Kalmücken auf, betätigte sich als Strumpfwirker-Kaufmann und wird im Taufregister von 1788 erstmals als „Platzaufseher“ (Ortspolizist) aufgeführt.
Nach dem Besuch der im Brüderhaus von Sarepta untergebrachten Knabenschule (1794–1800) absolvierte Joseph Hamel eine fünfjährige Lehre zur „Erlernung der Apotheker-Künste“ in der Ortsapotheke von Sarepta. Während seiner Lehrzeit eignete er sich in der Arztpraxis, die mit der Apotheke institutionell verbunden war, auch ein medizinisches Grundwissen an. Zudem besaß die Apotheke ein chemisches Laboratorium, in welchem der junge Hamel erste Erfahrungen in der angewandten Chemie machen konnte und für diese Disziplin nachhaltig motiviert wurde.

## Akademisches Studium
Auf Grund der außergewöhnlichen Fähigkeiten von Hamel hatte sich die Brüdergemeine dazu entschlossen, ihm ein Arztstudium an der renommierten Medico-Chirurgischen Akademie von St. Petersburg zu ermöglichen, das er 1807 begann. Sein Lieblingsfach war die „angewandte Chemie“. Als Student erfand er eine kostengünstige „elektrische Maschine“ (Reibungselektrisiermaschine) und wurde dafür mit einer goldenen Uhr ausgezeichnet. Wegen seiner hervorragenden Studienleistungen wurde er 1809 zum Korrespondierenden Mitglied der „Kaiserlichen Freien Ökonomischen Gesellschaft zu St. Petersburg“ und 1811 zu ihrem Voll-Mitglied ernannt. Am 20. Juni 1811 schloss er sein Studium mit dem Diplom eines Arztes 1. Klasse (Medicus-Chirurgus) ab. Für seine exzellenten Examensergebnisse erhielt er eine Goldmedaille.

## Beruflicher Werdegang
Nach dem Examen erhielt Hamel die Stelle eines Wissenschaftlichen Mitarbeiters in der Medico-Chirurgischen Akademie. Sein erster Auftrag war die Wiederholung und Auswertung der von dem englischen Chemiker Humphry Davy (1778–1829) durchgeführten Experimente zur galvanisch-chemischen Analyse. In diesem Zusammenhang gelang ihm die Entwicklung einer neuen Methode zur Gewinnung von Kaliumcarbonat (Pottasche). Im März 1812 wurde er in „geheimer Mission“ nach Podolien geschickt, um ein Gerücht zu überprüfen, wonach der in den Handel gekommene Alkohol lebensgefährliche Substanzen enthalten sollte. Während des napoleonischen Krieges half er in der Zeit vom September 1812 bis Januar 1813 in einem Militärhospital von St. Petersburg bei der ärztlichen Versorgung von Kriegsverwundeten und Kranken. 
Am 13. April 1813 erfolgte seine Promotion zum Doktor der Medizin-Chirurgie (Dr. med. chir.). In seiner Dissertation „De bracheriorum constructione“ stellte er ein neuartiges und medizinisch erfolgreich erprobtes Konzept zur Anfertigung eines elastischen Leistenbruchbandes sowie eine neuartige Methode zur Heilung von Brüchen vor. 
Nach seiner Promotion wurde der 24-jährige Hamel als Kollegienassessor am Ministerium für Innere Angelegenheiten (Minister Osip P. Kozodavlev) eingestellt und im September 1813 auf eine Informations- und Studienreise ins europäische Ausland geschickt. Er hatte den Auftrag, sich dort über neue Entwicklungen in der angewandten Naturwissenschaft und Technologie zu informieren und deren Nutzbarkeit für Russland zu überprüfen. Die Besuchsziele dieser insgesamt acht Jahre dauernden Reise liegen in England, Irland, Frankreich, Belgien, Holland, Deutschland, Schweiz und Italien. 
Im Dezember 1821 erhielt Hamel über den Innenminister den kaiserlichen Befehl, die Situation der Fabriken und Manufakturen in den Gouvernements Räsan, Tula, Orel, Woronesch und Tambow zu untersuchen und Vorschläge zu deren Modernisierung zu machen. Besonders intensiv beschäftigte sich Hamel mit der traditionsreichen kaiserlichen Waffenfabrik in Tula. 
Am 4. März (a. St.) 1829 wurde Hamel im Alter von 41 Jahren als „Ordentlicher Akademiker für Technologie und Angewandte Chemie“ in die Kaiserliche Akademie der Wissenschaften St. Petersburg aufgenommen. Sein bevorzugtes Forschungsgebiet war die Galvanochemie mit ihren Anwendungsfeldern der kabelgebundenen elektrischen Telegraphie und der Photographie. Er unternahm sechs Informations- und Studienreisen vor allem nach England, Schottland, Irland, Frankreich und in die USA. Von den 50 Dienstjahren verbrachte Hamel rund die Hälfte im Ausland. Er starb während eines Besuches der Weltausstellung London 1862 (Great London Exhibition) und wurde auf dem Londoner Friedhof West Norwood beerdigt.

## Wissenschaftliche Leistungen
Der Schwerpunkt von Hamels wissenschaftlicher Tätigkeit lag in der Untersuchung technologisch-ökonomischer Innovationen (Ausland und Inland) zum Zwecke der Gewerbeförderung. Darüber hinaus befasste er sich mit Themen aus der „zweckfreien“ Naturforschung und Kulturgeschichte sowie der Schul- und gewerbeförderungsorientierten Bildungspolitik. 
Hamels technologisch-ökonomische Untersuchungen beziehen sich in erster Linie auf die für das 19. Jahrhundert charakteristischen Neuentwicklungen in der Bergbautechnik (Grubensicherheitslampe, Entwässerungstechnik), Antriebs- und Transporttechnik (Dampfmaschine, Lokomotive, Eisenbahn), Drucktechnik (Offsetverfahren), Textilgewerbe (Flachszubereitung, Färberei), Landwirtschaft und Fischzucht (Wollmessgeräte, Meeres-Aquakultur) und Nachrichtenübertragungstechnik (kabelgebundene elektrische Telegraphie). Mit seinen in England und Frankreich durchgeführten Recherchen über die ersten Versuche der Lichtbildtechnik (Joseph Nicèphore Niépce, William Henry Fox Talbot, Louis Daguerre) und der Übersendung entsprechender Materialien und Photographien nach St. Petersburg hat er einen impulsgebenden Beitrag zur Entwicklung der russischen Photographie geleistet.
Ein hervorstechendes Merkmal von Hamels technologisch-ökonomischen Abhandlungen sind die bis ins Detail ausgearbeiteten Deskriptionen (z. T. mit technischen Zeichnungen) der von ihm analysierten Innovationen. Beispiele: die Taucherglocke von John Rennie, die Sicherheits-Grubenlampe von Humphry Davy, das Wollmessgerät (Eriometer) von Skiadan, die Produktions-, Maschinen- und Arbeitsanalysen aus der Kaiserlichen Waffenfabrik in Tula sowie die Unterrichtstechnologie des Bell-Lancaster System. 
In vielen Fällen hatte Hamel die von ihm untersuchten Innovationen in den konkreten Anwendungssituationen oder im Experiment erprobt und darüber hinaus Vorschläge zu ihrer Verbesserung und Weiterentwicklung gemacht. Charakteristisch für Hamel ist die sorgfältige Ermittlung und Analyse der entwicklungsgeschichtlichen Zusammenhänge und oftmals auch die Aufdeckung der urheberrelevanten Hintergründe der von ihm untersuchten Innovationen. 
Erhebliches Aufsehen erregte sein im Jahre 1810 unternommener Versuch, den Montblanc zu besteigen und dabei außer einer exakten Höhenbestimmung eine Vielzahl von physikalischen, optischen, chemischen und physiologischen Experimenten durchzuführen. Kurz vor Erreichen des Gipfels geriet die Gruppe in eine Schneelawine, durch welche drei Bergführer zu Tode kamen.
Hamels Arbeiten zur allgemeinen Naturforschung und Kulturgeschichte beschäftigen sich mit Themen aus der Physik, Chemie, Geologie, Mineralogie, Altimetrie (Höhenmessung), Paläo-Ornithologie, Paläo-Ichthyologie, Paläobotanik und der Physiologie. Zu seinen naturhistorischen Arbeiten zählen vor allem seine ausführlichen Studien über den Dodo (Dronte). Auf Grund seiner Verdienste in der Erforschung der Cochenille (Schildlausart) hat die Armenische Cochenille die botanische Bezeichnung „Porphyrophora hamelii“ erhalten. Unter seinen kulturgeschichtlichen Abhandlungen fanden vor allem seine Publikationen über die ältesten Handelsbeziehungen zwischen England und Russland im 16. und 17. Jahrhundert ein großes Interesse.
Mit seiner im Jahre 1818 veröffentlichten Dokumentation und gutachtlichen Bewertung des englischen Bell-Lancaster Systems („Gegenseitiger Unterricht“) hat Hamel einen auch von deutschen Pädagogen (Natorp, Niemeyer, Riecke, Harnisch u. a.) gewürdigten schul- und bildungspolitischen Beitrag geleistet und zur Entwicklung der russischen Lancasterschulbewegung beigetragen. Auf Grund seiner Vorschläge zur Notwendigkeit und Verbesserung der technologisch-ökonomischen Bildung in Russland (1828) wurde die erste russische Gewerbeausstellung veranstaltet, ein Polytechnisches Museum in Moskau eingerichtet und das erste Polytechnische Institut in St. Petersburg eröffnet.

## Persönliche Kontakte (Connections)
Während seines beruflichen Wirkens hatte Hamel eine Vielzahl von Kontakten zu Persönlichkeiten aus Wissenschaft, Politik und Gesellschaft aufgebaut und gepflegt, die er nicht nur für seine Recherchen und Erkundungen nutzte, sondern die ihm auch in seiner Karriere nützlich waren. Er stand zum Beispiel im persönlichen und oftmals freundschaftlichen Kontakt mit Personen wie Christian Gottfried Ehrenberg, Gustav Rose, Alexander von Humboldt, Humphry Davy, William Allen (Quäker), David Brewster, George Stephenson, John Franklin, William Henry Fox Talbot, Friedrich Benjamin von Lütke, Karl Ernst von Baer, Johann Friedrich von Brandt, Philipp Emanuel von Fellenberg, Johann Heinrich Pestalozzi, Jean Baptiste Girard, Franz Anton von Gerstner und Johann Wolfgang von Goethe.
Besonders karrierefördernd waren seine privaten Beziehungen zu Nikolaus I. und der Zarenfamilie. Das persönliche Verhältnis entstand, als Nikolaus im Alter von zwanzig Jahren als Großfürst von Dezember 1816 bis März 1817 England und Schottland bereiste und von Hamel betreut und beraten wurde. Hamel hatte auch den 20-jährigen Großfürsten Michael (Bruder von Nikolaus) auf dessen Englandreise (Juli–September 1818) als offizieller Reiseführer begleitet.

## Amtstitel
Joseph Christian Hamel erhielt 1813 den Titel des Kollegienassessors, wurde 1817 zum Hofrat ernannt, war ab 1823 Kollegienrat und seit 1838 Wirklicher Staatsrat.

## Auszeichnungen
- Diamantring des Großherzogs Nikolaus Pawlowitsch, der spätere Zar Nikolaus I. (1817)
- Diamantring der Kaiserin Maria Fjodorowna (1818)
- Diamantring des Großherzogs Michael Pawlowitsch (1818)
- St.-Annen-Orden 2. Klasse (1818)
- Diamantring des französischen Königs Ludwig XVIII. (1819)
- Diamantring des sächsischen Königs Friedrich August I. (1819)
- St.-Annen-Orden 2. Klasse in Diamanten (1826)
- Wladimir-Orden 4. Klasse (1827)
- Wladimir-Orden 3. Klasse (1836)
- Stanislaus-Orden 1. Klasse (1848)
- St.-Annen-Orden 1. Klasse (1861)

## Schriften (Auswahl)
- On the Diving-Bell. As a Means for curing Deafness. In: The Philosophical Magazine and Journal: Comprehending the various Branches of Science, the Liberal Arts and Fine Arts, Geology, Agriculture, Manufactures and Commerce. Vol. XLVIII. July–December 1816. P. 22–24.
- Experiments with Sir H. Davy’s Safe-Lamp. In: The Philosophical Magazine and Journal: Comprehending the various Branches of Science, the Liberal Arts and Fine Arts, Geology, Agriculture, Manufactures and Commerce. Vol. XLVIII. July–December 1816. P. 36–37.
- Der gegenseitige Unterricht; Geschichte seiner Einführung und Ausbreitung durch Dr. A. Bell, J. Lancaster und andere; Ausführliche Beschreibung seiner Anwendung in den englischen und französischen Elementarschulen, so wie auch in einigen höheren Lehranstalten. Paris 1818. Weitere Ausgaben in Französisch (1818), Italienisch (1819) und Russisch (1820).
- Beschreibung zweyer Reisen auf den Mont Blanc, unternommen im August 1820. Aus dem Conversationsblatte besonders abgedruckt. Mit einer Ansicht des Mont Blanc und einer Karte des Chamounythals und seiner Umgebung. Wien 1821.
- Beschreibung der Tula Waffen-Fabrik aus historischer und technologischer Sicht. Mit Plänen und Abbildungen von Waffen und Fahrzeuge auf 42 Blättern. Moskau 1826. [russisch]. Neuauflagen 1845, 1847 und 1853, 1988 erscheint eine ins Englische übersetzte Ausgabe des Werkes in New Delhi.
- Beschreibung eines Eriometers, oder Instruments, die Feinheit der Wolle zu messen, nach der Erfindung des Herrn Skiadan. Moskau 1828 (russisch).
- Extrait du Discours sur la Nécessité de Repandre en Russie les Connaissances Technologiques. In: Recueil des Actes de la Séance Publique de L'Académie Impériale des Sciences de Saint-Petersbourg. Tenue le 29. Décembre 1829. St. Petersburg 1830. p. 188–197.
- Über Cochenille am Ararat und über Wurzel-Cochenille im Allgemeinen. (Gelesen den 4. Mai 1833). In: Memoirs de L'Académie Imperiale des Sciences de Saint-Pétersbourg. III. St. Petersbourg 1835. S. 9–68 u. 2 Abb. St. Petersburg 1835, p. 9–64.
- Ueber Daguerre's Heliographie und Abdrücke von seinen heliographirten Platten. Aus einem Schreiben des Akademikers Hamel an den beständigen Secretär. In: Bulletin Scientifique Publié par L'Académie Impériale des Sciences de Saint-Pétersbourg. VI. No. 20. 21 (Januar 1840). St. Petersburg 1840. Sp. 317–336.
- Uber Dinornis und Didus, zwei ausgestorbene Vogelgattungen. In: Bulletin de la Classe physico-mathématique de l'Académie imperiale des sciences de Saint Petersbourg. IV. No 4. 5. (1845). S. 49–68.
- Der Dodo, die Einsiedler, und der erdichtete Nazarvogel. In: Bulletin de la Classe physico-mathématique de l'Académie imperiale des sciences de Saint Petersbourg. VII, No. 5, 6. (1846). S. 67–95.
- Colossale Magneto-Electrische Maschinen zum Versilbern und Vergolden. (Lu le 25 Sept. 1846). In: Bulletin de la Classe Physico-Mathématique de l'Académie Imperiale des Sciences de Saint Petersbourg. VI. No. 10.11. St. Petersbourg 1847. S. 145–155.
- Tradescant der Aeltere 1618 in Russland, Der Handelsverkehr zwischen England und Russland in seiner Entstehung. Rückblick auf einige der älteren Reisen im Norden. Geschichtliche Beiträge, mitgetheilt der Kaiserl. Akademie der Wissenschaften zu St. Petersburg. St. Petersburg und Leipzig 1847.
- Der Mißlungene Versuch bei der Insel Rügen eine Austernbank anzulegen. In: Magazin für die Kunde des geistigen und sittlichen Lebens in Russland. Wissenschaftliche Mittheilungen aus den Beilagen der St. Petersburger Zeitung. Hrsg. von C. F. Meyer. Erster Jahrgang. Abt. II. St. Petersburg 1853. S. 45–50.
- Sebastian Cabot. In: Magazin für die Kunde des geistigen und sittlichen Lebens in Russland. Wissenschaftliche Mittheilungen aus den Beilagen der St. Petersburger Zeitung. Hrsg. von C. F. Meyer. Zweiter Jahrgang. St. Petersburg 1854. S. 305–312.
- Das Wahre über Ericsson’s Caloric-Schiff, welches nicht, wie die Absicht war, durch erhitzte Luft in Bewegung gesetzt wird, sondern ein Dampfschiff ist. – Rückblick auf die Einführung der Dampfschiffahrt in Europa. In: Magazin für die Kunde des geistigen und sittlichen Lebens in Russland. Wissenschaftliche Mittheilungen aus den Beilagen der St. Petersburger Zeitung. Hrsg. von C. F. Meyer. Dritter Jahrgang. St. Petersburg 1855. S. 445–457, 576–606, 617–628 und 640–719.
- Die Leistungen der in England und in Amerika eingeführten Maschinen zum Drucken von Zeitungen und anderen periodischen Blättern. St. Petersburg 1857.
- Die gelungene elektro-telegraphische Verbindung Amerikas und Europas. Eingesandt von der Insel Valencia in Irland. In: St. Petersburger Zeitung. Jg. 1858.
- Historical Account of the Introduction of the Galvanic and Electro-Magnetic Telegraph. In: „The Journal of the Royal Society of Arts“. No. 348. Volume VII., p. 595–599 (July 22, 1859) und p. 605–610 (July 29, 1859).
- Sir John Franklin's Nordwestexpedition von 1845–1848, und Charles Jackman's Nordostfahrten von 1580 und 1581. St. Petersburg 1860.
- Bishop Watson and the Electric Telegraph. London 1861.